# Die rauhen Reiter von Texas
Die rauhen Reiter von Texas (Originaltitel: The Raiders) ist ein US-amerikanischer Western aus dem Jahre 1963.

## Handlung
Nach dem Bürgerkrieg betätigt sich der ehemalige Südstaaten-Colonel McElroy als Rancher. Zusammen mit sechs weiteren Ranchern unternimmt er einen Viehtrieb zur nächsten Eisenbahn-Verladestation in Hays City, Kansas. Als sie in das Indianergebiet im Oklahoma-Territorium gelangen, werden sie von betrügerischen Händlern um ihr Vieh gebracht. Die Rancher verhandeln erfolgreich mit den Indianern über eine Bahnlinie durch ihr Land, damit die Rancher einen kürzeren Weg für das Vieh haben. Der Manager der Kansas and Pacific Railroad erklärt, dass die Gesellschaft eine Bahnlinie nach Westen plant. Texas, das im Süden liegt, gehört nicht zum Plan. Die frustrierten Rancher schließen sich einer Bande von Zugräubern an, den Raiders.
Wild Bill Hickock und Buffalo Bill sind Teil einer Armee-Einheit unter Captain Benton, die die Bahnlinie und speziell die Nachschublieferungen unter Calamity Jane für die Eisenbahnarbeiter schützen soll. Benton plant einen Hinterhalt, bei dem die Raiders mit Maschinengewehren bekämpft werden sollen. Doch Hickock und Buffalo Bill können McElroy und dessen Rancherfreunde von der Bande trennen. Sie überzeugen die Raiders zu ihren Ranches zurückzukehren. Die Manager der Eisenbahnlinie werden überzeugt, eine Bahnlinie nach Abilene, Kansas, zu bauen.

## Kritiken
Das Lexikon des internationalen Films beschreibt den Film als "thematisch interessanter, handwerklich durchschnittlicher Western."

## Hintergrund
Im Dezember 1963 startete der Western in den US-Kinos. In Deutschland wurde er erstmals am 1. Mai 1964 gezeigt.